# 赞拉土司
赞拉土司（藏語：བཙན་ལྷ་རྒྱལ་པོ，威利转写：btsan lha rgyal po），即小金川土司、小金川演化土司，是明、清时期的一个世袭嘉绒人土司，为嘉绒十八土司之一，在今阿坝藏族羌族自治州小金县（旧称懋功县）境内。《清史稿》称之为攒拉土司。
赞拉土司本是明朝金川寺苯教的演化禅师哈伊拉木之后。清军入关之后，其首领卜兒吉细于1650年（顺治七年）归附清朝。1666年（康熙五年）三藩之乱平定之后，其酋长嘉纳巴再次归降清朝。1723年（雍正元年），封其族人莎罗奔于大金川之地，号促侵土司（即大金川土司）；赞拉土司则被称为小金川土司。
在促侵土司设立之后，赞拉土司和促侵土司多次争夺土地。1766年，赞拉土司在大小金川之役战败之后被废除，改为美诺直隶厅。